# Mihai Paduretu

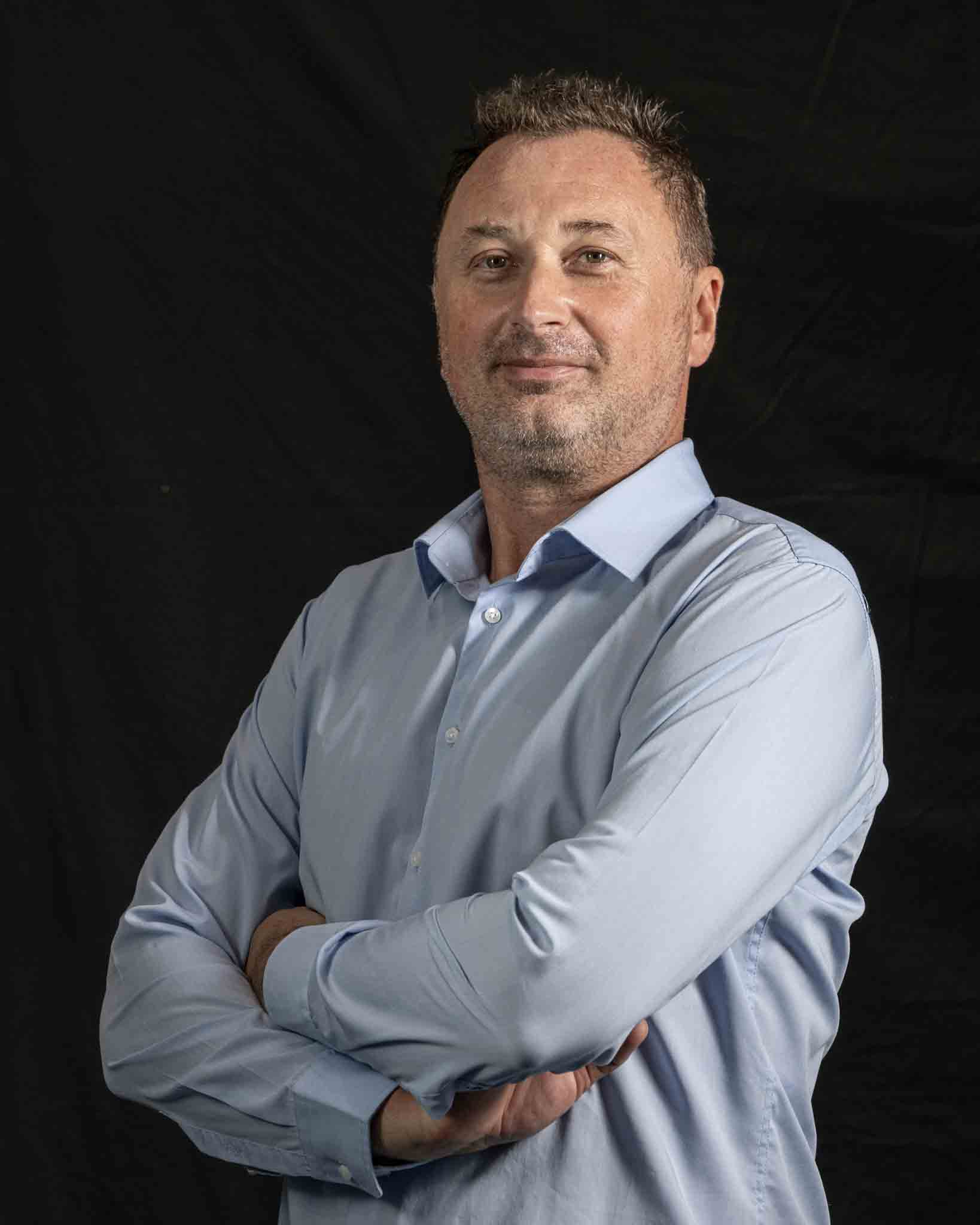

Mihai Paduretu (* 18. Januar 1967 in Bukarest, Rumänien) war bis 2014 siebzehn Jahre lang Trainer des Volleyball-Bundesligisten Generali Haching.

## Karriere
Mihai Paduretu, ein 80-facher rumänischer Nationalspieler, begann seine Laufbahn in Rumänien. In den Jahren 1984 und 1985 wurde er zweimal rumänischer U20-Meister. Später spielte er als Zuspieler für Steaua Bukarest, mit dem er von 1986 bis 1991 sechsmal die rumänische Meisterschaft gewann. Sein größter internationaler Erfolg als Spieler war das Erreichen des Finales im Europapokal der Pokalsieger 1986 in Piräus.
Im Jahr 1991 wechselte Paduretu in die deutsche Bundesliga zum ASV Dachau. Unter Trainer Stelian Moculescu trug er maßgeblich zu den Meistertiteln in den Jahren 1995 und 1996 bei. 1996 erreichte er mit dem ASV Dachau zudem das Finale der Champions League.

## Karriere als Trainer und Manager
1997 wechselte Paduretu zu Generali Haching, wo er die Rolle des Spielertrainers übernahm. Unter seiner Leitung gelang dem Team im Jahr 2000 der Aufstieg in die 1. Bundesliga. In den folgenden Jahren entwickelte sich der Verein zu einer der Spitzenmannschaften im deutschen Männervolleyball.
Zu den größten Erfolgen unter seiner Führung zählen:
- Vier DVV-Pokalsiege (2009, 2010, 2011 und 2013)
- Drei Vizemeisterschaften (2009, 2010 und 2012)
- Die erstmalige Teilnahme an der Champions League in der Saison 2010/11, wo das Team den 12. Platz erreichte.

Nach dem Rückzug des Hauptsponsors Generali Deutschland im Jahr 2014 zog sich der Verein aus der Bundesliga zurück.

## Aktuelle Tätigkeit
Mihai Paduretu blieb dem Volleyball in Unterhaching treu. Unter seiner Führung als Trainer wurde der TSV Unterhaching U20 in den Jahren 2017 und 2018 zweimal Deutscher Meister. Seitdem ist er als Geschäftsführer des TSV Unterhaching tätig. Seit dem Wiederaufstieg des Teams in die 1. Bundesliga im Jahr 2020 hat er zusätzlich die Rolle des Managers bei TSV Haching München inne.

## Familie
Mihai Paduretu ist verheiratet und hat zwei Kinder, eines davon ist der Volleyballspieler Eric Paduretu.
| Personendaten    | Personendaten               |
| ---------------- | --------------------------- |
| NAME             | Paduretu, Mihai             |
| KURZBESCHREIBUNG | deutscher Volleyballtrainer |
| GEBURTSDATUM     | 18. Januar 1967             |
| GEBURTSORT       | Bukarest, Rumänien          |